# Íñigo Arista de Pamplona
Íñigo Arista de Pamplona ou Eneko Aritza (770 — 851), foi o primeiro rei de Pamplona (810/820-851). Conde de Bigorre e de Sobrarbe, é considerado o patriarca da Dinastia Íñiga, a primeira dinastia real de Pamplona.

## Historia
Sua origem é incerta e há desacordo entre os historiadores sobre o nome de seu pai. Uma carta preservada no Mosteiro de Leyre descreve-o como Enneco ... filius Simeonis (Íñigo filho de Jimeno) e outro documento do mesmo mosteiro relata o obituário de Enneco Garceanes, que fuit vulgariter vocas Areista (Íñigo Garcés, vulgarmente chamado Arista), e mais tarde os historiadores têm seguido um ou outro deles, mas ambos documentos do Mosteiro de Leyre podem resultar corrupção ou fraude posterior. Os cronistas do século XI, ibne Haiane e Aludri, tanto chamá-lo ibn Wannaqo / Yannaqo (Íñiguez) e dar seu irmão o mesmo patronímico.
Segundo alguns historiadores, foi filho de Íñigo Jiménez e de Onecca, quando o seu pai morreu sua mãe casou-se em segundas núpcias com Muça ibne Fortune de Tudela, um dos senhores do vale do Rio Ebro, com quem teve um filho, Muça ibne Muça. Muça ibne Fortune era membro da dinastia dos Banu Cassi que controlavam as férteis terras do Ebro, desde Tafalla ate as proximidades de Zaragoza e com cujo apoio Íñigo achegou ao trono. Este matrimónio deixou debaixo da influência de Íñigo Arista territórios consideráveis que se estendiam desde Pamplona até aos altos vales dos Pirenéus, em Irati, (Navarra), e ao Valle de Hecho, (Aragão).

Íñigo Arista de Pamplona.

O surgimento do primeiro rei de Pamplona não se deu sem dificuldades. Entre os núcleos de população cristã, que era minoritária, houve quem desse o seu apoio ao partido dos Francos, sustentado primeiro por Carlos Magno e, mais tarde, por Luís I, o Piedoso. No entanto foi a rica família cristã dos Velasco, que esteve à cabeça deste apoio.
No ano de 799, partidários de Carlos Magno, assassinam o governador de Pamplona Mutarrife ibne Muça, que era da família de Banu Cassi.
Em 806 os Francos controlavam Navarra, através de um membro da família Velasco, nomeado governador.
Em 812, Luís, o Piedoso, manda uma expedição contra Pamplona. O regresso desta expedição não foi o mais glorioso, pois tiveram de tomar como reféns crianças e mulheres das terras que iam atravessando, para se proteger durante as passagens do portos de Roncesvales.
Em 824 os condes francos Elbe e Aznar dirigem nova expedição militar contra Pamplona, no entanto são vencidos por Íñigo com o apoio dos seus genros Muça ibne Fortune e Garcia o Mau de Jaca.
Neste contexto aparece Íñigo Arista como rei de Pamplona e como Christicolae princeps (príncipe cristão), segundo São Eulogio de Córdoba. O reino de Pamplona, mais tarde de Navarra, nasceu assim, da aliança entre os muçulmanos e os cristãos. Fruto desta aliança foi a intervenção nas lutas dos Banu Cassi com os Omíadas de Córdova, que motivaram várias represálias de Abderramão II contra Pamplona.
Em 841 Íñigo Arista foi vítima de uma enfermidade que o deixou paralítico. O seu filho Garcia Íñiguez inicia uma forte regência, com intensas campanhas militares, continuando no entanto com a política de alianças. Desta forma a sua filha Assona casou-se com seu tio Muça ibne Muça.
Referindo-se aos três primeiros reies de Pamplona — Íñigo Arista, seu filho Garcia Íñiguez, e seu neto Fortunio Garcês — o historiador Martín Duque diz o seguinte:
| “ | É muito duvidoso e quase impensável que, como governantes de uma área equivalente a apenas um condado com uma sede episcopal, eles tinham consciência de ter assumido os carismas da realeza de acordo com o pensamento político da época. Entende-se, porém, que, como acabamos de sugerir, a fantasia e fervores historiográficos atribuíram desde o século XII, o título e a categoria de "reis" para os três primeiros "senhores" ou caudilhos de Pamplona de filiação conhecida, os da chamada dinastia Íñiga ou Banu Enneco. | ” |

## Descendência
O historiador Lévi-Provençal opina que talvez era polígamo, como o seus parentes os Banu Cassi. Teve os seguintes filhos:
- Assona Íñiguez casada em 820 com suo médio-tio Muça ibne Muça, irmão uterino de seu pai e Uale de Tudela e Huesca.[1][10]
- García Íñiguez de Pamplona,[10] rei de Pamplona (c. 805 - 870), casado com Urraca e pai de Fortunio Garcês que o sucedeu como rei de Pamplona.[1]
- Galindo Iñiguez,[10] foi ferido em 843 na revolta de Muça ibne Muça contra Abderramão II.[11] Foi o pai de Muça ibne Galindo, Uale de Huesca, assassinado em 870, em Córdova.
- A filha, cujo nome é desconhecido,[1] casada com Garcia I Galíndez "o Mau", conde de Aragão.[10]